# Sähre
Die Sähre, auch Seere genannt, im nordhessischen Landkreis Waldeck-Frankenberg ist ein etwa 741 m ü. NHN hoher Berg im Upland, dem Nordostauslauf des Rothaargebirges.

## Geographie

### Lage
Die Sähre liegt im Nordwestteil von Nordhessen im Upland, dem Nordostauslauf des Rothaargebirges. Sie erhebt sich im Naturpark Diemelsee wenige Kilometer östlich des Willinger Kernorts zwischen den Willinger Dörfern Eimelrod mit dem etwas nördlich davon befindlichen Hemmighausen im Nordosten und Usseln im Süden. Ihr südlicher Nachbar ist der Osterkopf. Die Sähre wird im Westen vom Oberlauf der Diemel passiert. Auf ihrer Südostflanke entspringt die Mülmecke, die durch Eimelrod der Diemel zustrebt.

### Berghöhe
In gängigen Karten ist nur ein trigonometrischer Punkt von „726,0“ für die Höhe eingezeichnet. Dieser entstammt alten Messtischblättern, wo am Übergang der Heide zum Wald ursprünglich nur metergenau „726“ angegeben waren, denen dann, offenbar ohne genauere Messung, eine „,0“ angehängt wurde. Die Höhenlinien in aktuellen Kartendiensten weisen indes aus, dass der Berg die 740er Höhenlinie merklich überschreitet.

### Naturräumliche Zuordnung
Die Sähre gehört in der naturräumlichen Haupteinheitengruppe Süderbergland (Nr. 33) in der Haupteinheit Rothaargebirge (mit Hochsauerland) (333) und in der Untereinheit Upland (333.9) zum Naturraum Inneres Upland (333.90). Nach Osten leitet die Landschaft in den Naturraum Flechtdorfer Höckerflur (332.60) über, der in der Haupteinheit Ostsauerländer Gebirgsrand (333) zur Untereinheit Vorupländer (Adorfer) Bucht (332.6) zählt.

## Verkehr und Wandern
Südlich vorbei an der Sähre führt jenseits vom Osterkopf durch Usseln die Bundesstraße 251, und direkt jenseits der Ortschaft verläuft die Uplandbahn mit dem Bahnhof Usseln. Von der Straße zweigt im Dorf die Kreisstraße 65 ab, die einiges westlich vom Berg nach Rattlar führt. Einiges östlich der Sähre zweigt von der B 251 die Landesstraße 3082 ab, die nordwestwärts nach Eimelrod und dann weiter nach Deisfeld verläuft; zwischen beiden Dörfern zweigt die K 66 als Stichstraße in das nordöstlich des Berges gelegene Hemmighausen ab. Zum Beispiel an diesen Verkehrsachsen beginnend kann der Berg erwandert werden – in den Hochlagen auf Waldwegen und -pfaden.